# Blang Krueng
Blang Krueng is een bestuurslaag in het regentschap Aceh Besar van de provincie Atjeh, Indonesië. Blang Krueng telt 2080 inwoners (volkstelling 2010).